# Landsforeningen Spor
Spor – Landsforeningen for voksne med senfølger af seksuelle overgreb (kort: "Landsforeningen Spor") er en NGO, hvis indledende aktivitetet begyndte i 2004. Foreningen drives primært af aktive, frivillige medlemmer, og det er dens formål at synliggøre voksnes senfølger efter seksuelle overgreb, at skabe rammer for medlemmerne og forbedre deres forhold.